# غرانبي
غرانبي، كيبك (بالفرنسية: Granby)‏ هي مدينة كندية تقع في مقاطعة كيبك. تبلغ مساحة هذه المدينة 72.0473 (كم²)، ويبلغ عدد سكانها 47637 نسمة حسب إحصاء سنة 2006 م، بينما كان يسكنها 44121 نسمة في سنة 2001 م. تحتل هذه المدينة المرتبة رقم 96 بين مدن كندا حسب عدد السكان والمرتبة رقم 19 في المقاطعة. النمو سكاني في هذه المدينة يقدر بـ(8).

## المناخ
يظهر الجدول التالي التغييرات المناخية على مدار السنة لغرانبي:
| البيانات المناخية لـغرانبي         | البيانات المناخية لـغرانبي | البيانات المناخية لـغرانبي | البيانات المناخية لـغرانبي | البيانات المناخية لـغرانبي | البيانات المناخية لـغرانبي | البيانات المناخية لـغرانبي | البيانات المناخية لـغرانبي | البيانات المناخية لـغرانبي | البيانات المناخية لـغرانبي | البيانات المناخية لـغرانبي | البيانات المناخية لـغرانبي | البيانات المناخية لـغرانبي | البيانات المناخية لـغرانبي |
| الشهر                              | يناير                      | فبراير                     | مارس                       | أبريل                      | مايو                       | يونيو                      | يوليو                      | أغسطس                      | سبتمبر                     | أكتوبر                     | نوفمبر                     | ديسمبر                     | المعدل السنوي              |
| ---------------------------------- | -------------------------- | -------------------------- | -------------------------- | -------------------------- | -------------------------- | -------------------------- | -------------------------- | -------------------------- | -------------------------- | -------------------------- | -------------------------- | -------------------------- | -------------------------- |
| الدرجة القصوى °م (°ف)              | 17.5 (63.5)                | 16.5 (61.7)                | 23.9 (75.0)                | 29.0 (84.2)                | 31.1 (88.0)                | 34.4 (93.9)                | 36.1 (97.0)                | 35.6 (96.1)                | 32.2 (90.0)                | 28.9 (84.0)                | 23.9 (75.0)                | 17.2 (63.0)                | 36.1 (97.0)                |
| متوسط درجة الحرارة الكبرى °م (°ف)  | −5.5 (22.1)                | −4.0 (24.8)                | 1.9 (35.4)                 | 10.0 (50.0)                | 18.1 (64.6)                | 22.6 (72.7)                | 25.0 (77.0)                | 23.6 (74.5)                | 18.5 (65.3)                | 11.8 (53.2)                | 4.5 (40.1)                 | −2.2 (28.0)                | 10.4 (50.7)                |
| المتوسط اليومي °م (°ف)             | −10.0 (14.0)               | −8.5 (16.7)                | −2.3 (27.9)                | 5.4 (41.7)                 | 12.9 (55.2)                | 17.6 (63.7)                | 20.1 (68.2)                | 18.9 (66.0)                | 14.0 (57.2)                | 7.7 (45.9)                 | 1.1 (34.0)                 | −6.3 (20.7)                | 5.9 (42.6)                 |
| متوسط درجة الحرارة الصغرى °م (°ف)  | −14.5 (5.9)                | −12.9 (8.8)                | −6.6 (20.1)                | 0.7 (33.3)                 | 7.7 (45.9)                 | 12.6 (54.7)                | 15.2 (59.4)                | 14.1 (57.4)                | 9.4 (48.9)                 | 3.6 (38.5)                 | −2.4 (27.7)                | −10.3 (13.5)               | 1.4 (34.5)                 |
| أدنى درجة حرارة °م (°ف)            | −37.0 (−34.6)              | −35.0 (−31.0)              | −31.1 (−24.0)              | −17.2 (1.0)                | −5.0 (23.0)                | −1.0 (30.2)                | 1.7 (35.1)                 | 2.0 (35.6)                 | −3.0 (26.6)                | −8.9 (16.0)                | −18.9 (−2.0)               | −33.0 (−27.4)              | −37.0 (−34.6)              |
| الهطول مم (إنش)                    | 103.9 (4.09)               | 74.5 (2.93)                | 92.8 (3.65)                | 88.4 (3.48)                | 93.2 (3.67)                | 107.4 (4.23)               | 128.1 (5.04)               | 124.9 (4.92)               | 110.2 (4.34)               | 99.1 (3.90)                | 105.8 (4.17)               | 104.3 (4.11)               | 1٬236٫6 (48.69)            |
| معدل هطول الأمطار مم (إنش)         | 34.1 (1.34)                | 22.0 (0.87)                | 43.7 (1.72)                | 68.7 (2.70)                | 92.3 (3.63)                | 107.4 (4.23)               | 128.1 (5.04)               | 124.9 (4.92)               | 110.2 (4.34)               | 96.1 (3.78)                | 75.1 (2.96)                | 38.9 (1.53)                | 941.5 (37.07)              |
| متوسط تساقط الثلوج سم (إنش)        | 69.8 (27.5)                | 52.5 (20.7)                | 49.1 (19.3)                | 19.7 (7.8)                 | 0.9 (0.4)                  | 0 (0)                      | 0 (0)                      | 0 (0)                      | 0 (0)                      | 3.0 (1.2)                  | 30.7 (12.1)                | 65.4 (25.7)                | 291.2 (114.6)              |
| متوسط أيام هطول الأمطار (≥ 0.2 mm) | 19                         | 14.8                       | 14.8                       | 13.5                       | 14.2                       | 14.5                       | 14.0                       | 13.6                       | 13.3                       | 13.8                       | 16.9                       | 18.1                       | 180.5                      |
| متوسط الأيام الممطرة (≥ 0.2 mm)    | 4.4                        | 3.9                        | 6.9                        | 11.0                       | 14.1                       | 14.5                       | 14.0                       | 13.6                       | 13.3                       | 13.3                       | 11.6                       | 6.0                        | 126.6                      |
| متوسط الأيام المثلجة (≥ 0.2 cm)    | 16.6                       | 12.6                       | 10.1                       | 4.2                        | 0.17                       | 0                          | 0                          | 0                          | 0                          | 0.82                       | 7.3                        | 14.1                       | 65.89                      |
| المصدر: Environment Canada         |                            |                            |                            |                            |                            |                            |                            |                            |                            |                            |                            |                            |                            |

## السكان
بلغ عدد سكانها 47,637 نسمة حسب التعداد العام للسكان عام 2006.

## معرض صور

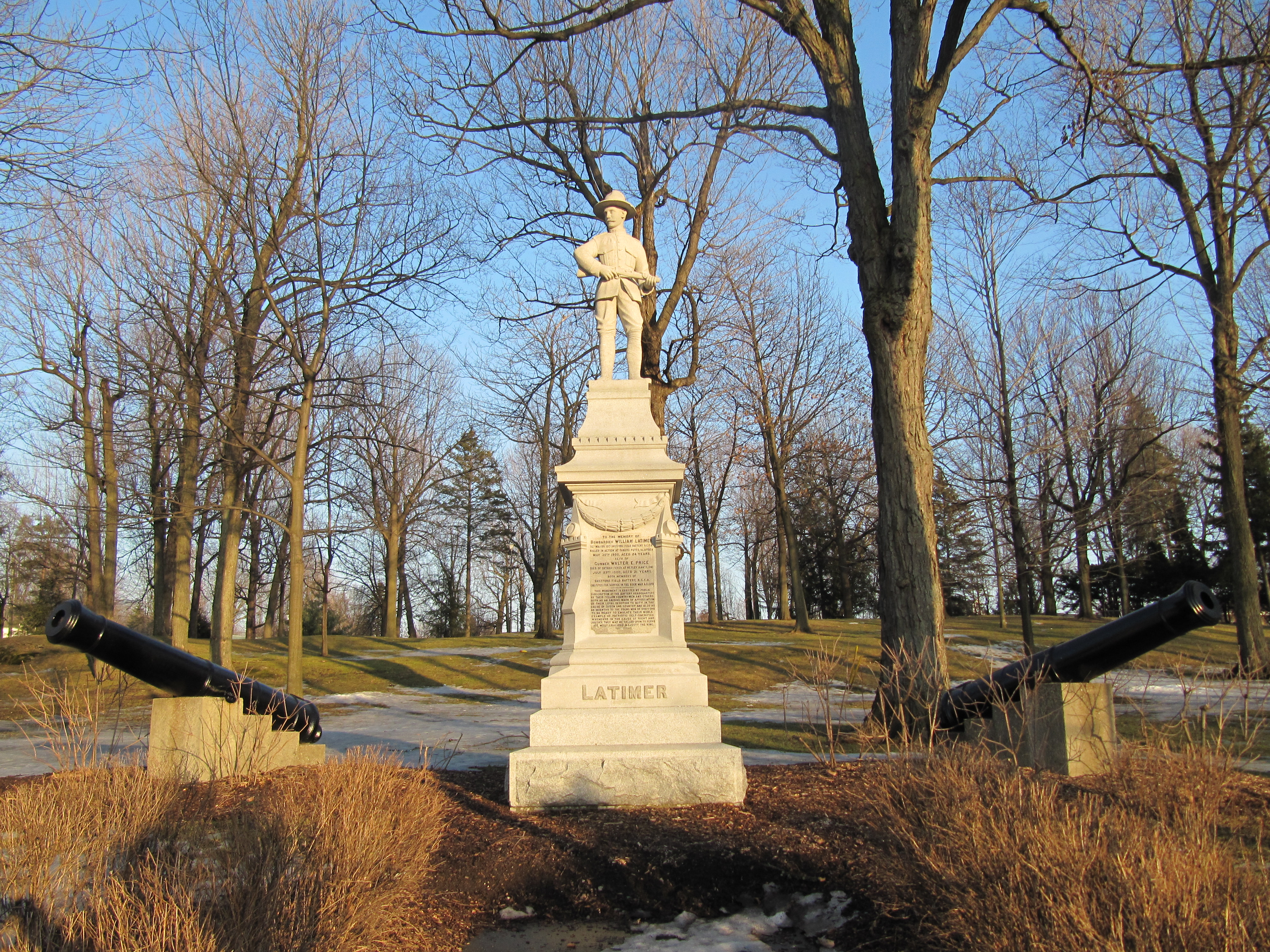
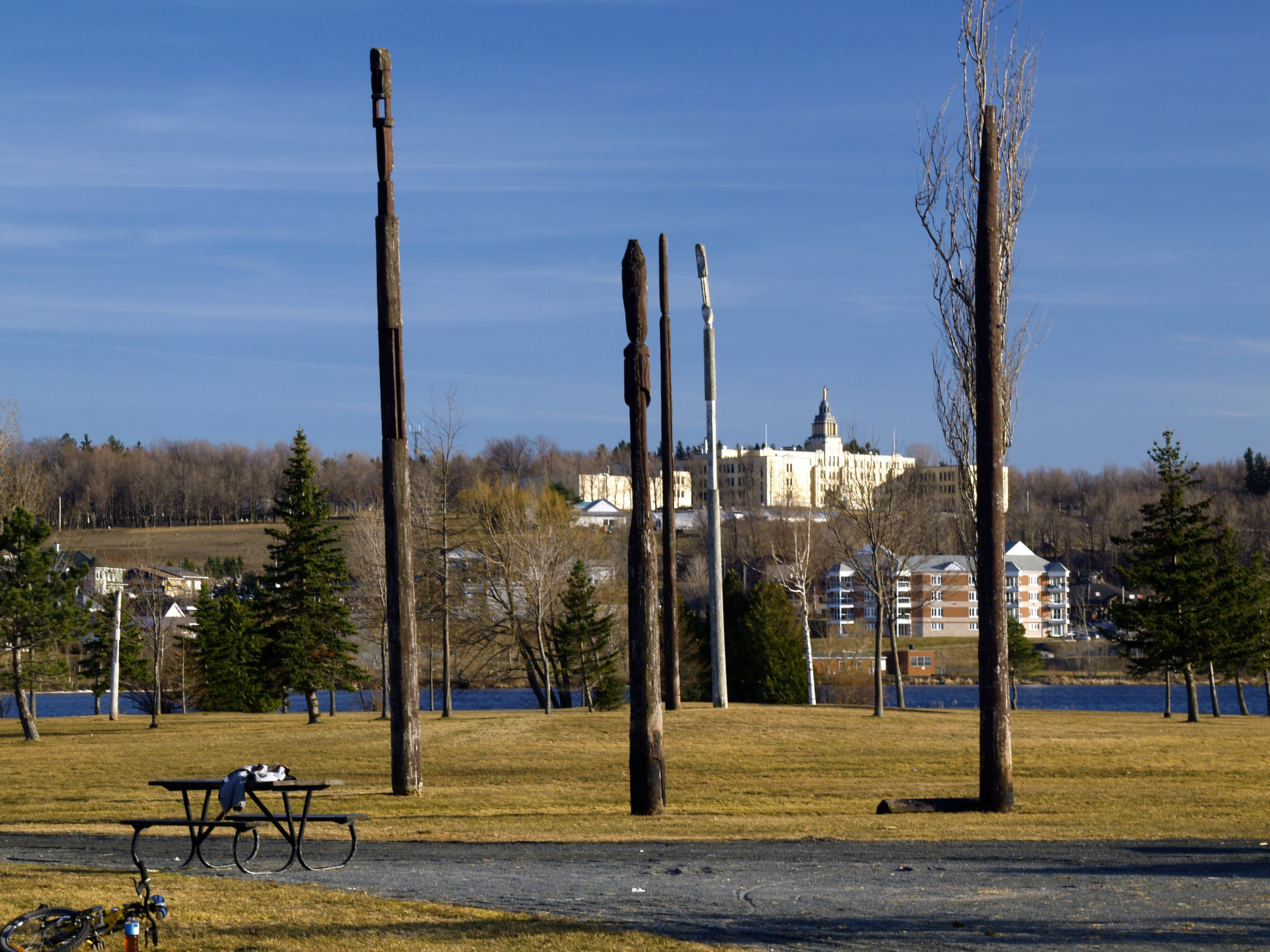
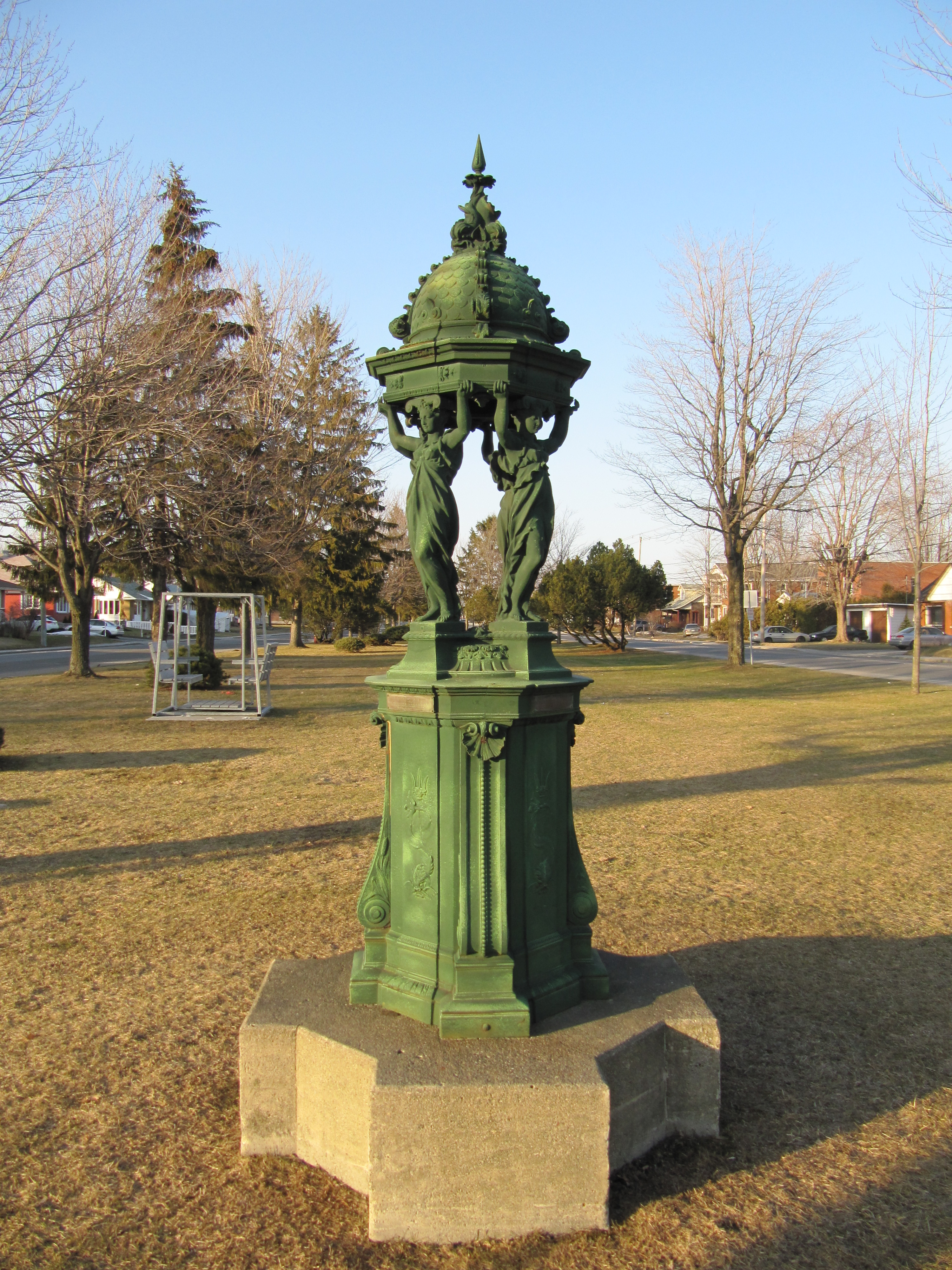
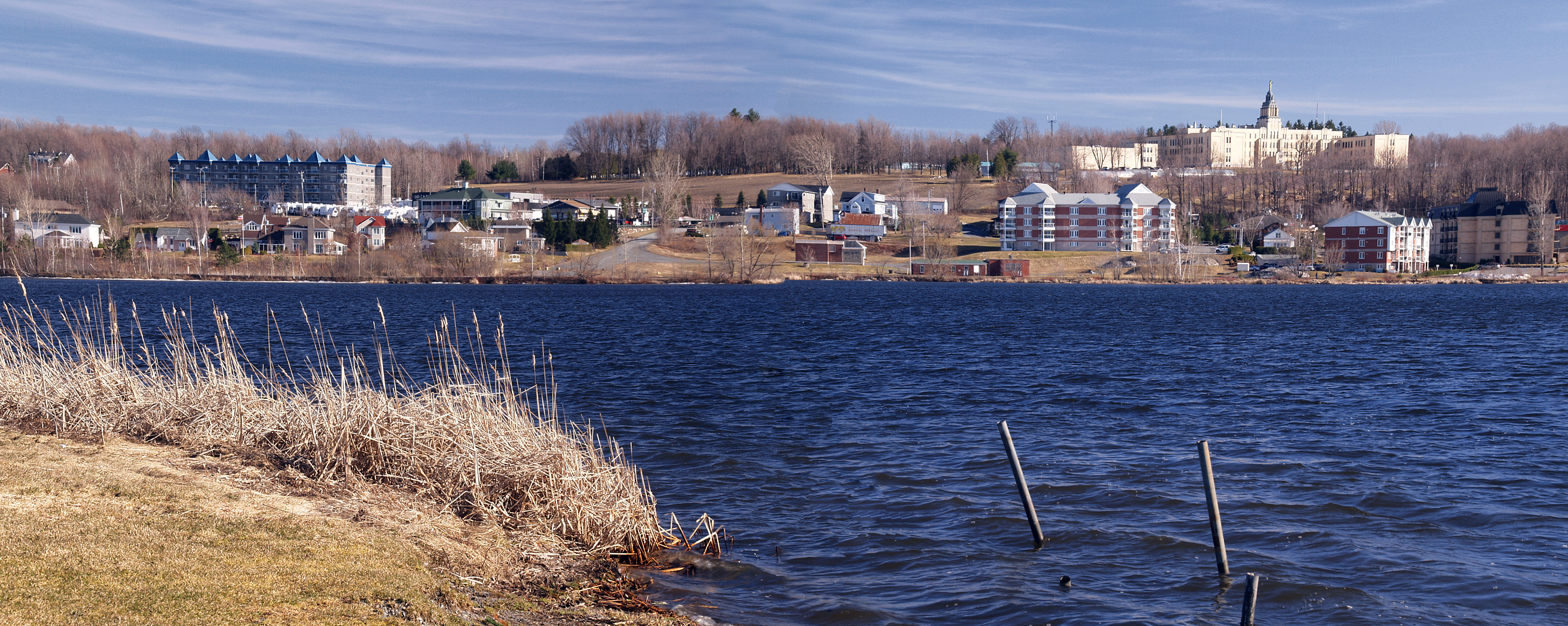

## توأمة
لغرانبي اتفاقيات توأمة مع كل من:
- ثون
- وندسور
- كوفنتري
- سانت إتيان
- حمام الأنف
- Joal-Fadiouth [الإنجليزية]‏

## أعلام
- روبرت فنسنت
- بنوا كولومب
- ريتشارد دوماس
- باول برونيل
- مادلين أربور
- ألين بولين
- بالمر كوكس
- غيليس كارل